# لودوویکو فرمونت
لودوویکو فرمونت (ایتالیایی: Ludovico Fremont؛ زادهٔ ۲۶ سپتامبر ۱۹۸۲) بازیگر اهل ایتالیا است.
از فیلم‌ها یا مجموعه‌های تلویزیونی که وی در آن‌ها نقش داشته‌است، می‌توان به حوزه استحفاظی، دختر سروان و کریسمس در ریو اشاره نمود.